# Balanophyllia dineta
Balanophyllia dineta är en korallart som beskrevs av Stephen D. Cairns 1977. Balanophyllia dineta ingår i släktet Balanophyllia och familjen Dendrophylliidae. Inga underarter finns listade i Catalogue of Life.